# Siby
Siby là một tổng của tỉnh Balé ở phía nam Burkina Faso. Thủ phủ của tổng này là thị xã Siby. Theo điều tra dân số năm 1996, tổng này có dân số 12.089.

## Các thị xã và các làng
Các thị xã và làng lớn nhất trong tỉnh này như sau:

- Siby	(3 723 dân) (thủ phủ)
- Ballao	(1 165 dân)
- Bitiako	(1 192 dân)
- Boromissi	(736 dân)
- Kalembouly	(1 190 dân)
- Sécaco	(2 516 dân)
- Sorobouly	(632 dân)
- Souho	(935 dân)